# Szabvány
A szabvány elismert szervezet által alkotott vagy jóváhagyott, közmegegyezéssel elfogadott olyan műszaki (technikai) dokumentum, amely tevékenységre vagy azok eredményére vonatkozik, és olyan általános és ismételten alkalmazható szabályokat, útmutatókat vagy jellemzőket tartalmaz, amelyek alkalmazásával a rendező hatás az adott feltételek között a legkedvezőbb.
A magyar szabványokat az 1995. évi XXVIII. törvény szabályozza.

## Szabványosítás

### A szabványosítás törvényi feltételei
A törvényalkotás hatásköre egyszerre államhatalmi és államigazgatási feladat. Ezzel szemben a szabványosításnak államigazgatási hatásköre van. Feladatát tehát csak úgy láthatja el, ha van olyan törvény, amely megszabja tevékenységét, és szankcionálja – büntetőjogi, vagy ügyészségi eszközökkel – a szabványoktól való eltérést. A szabványosítási folyamat lazítását a 2001. évi CXII. sz. törvény engedélyezi, ezzel a felelősségvállalás és a számonkérés lehetősége is megszűnt. A törvény ugyanakkor előírja azt is, hogy „A nemzeti szabvány nem lehet jogszabállyal ellentétes”
A fent hivatkozott „1995. évi XXVIII. törvény a nemzeti szabványosításról” nemcsak az említett feladatot látja el, hanem jelentősen átalakította a szabványosítás magyarországi struktúráját. Előtte ugyanis a Magyar Szabványügyi Hivatal az államigazgatásnak szerves része volt; e törvénnyel kikerült a szoros állami felügyelet alól, nevét Magyar Szabványügyi Testületre változtatták, ugyanakkor nagyobb felelősséget kapott a nemzetközi jogharmonizáció szabványügyi feladatainak megoldásában. Ebből a szempontból az MSzT-nek követnie kell a Nemzetközi Szabványügyi Szervezet (ISO) és az Európai Szabványügyi Bizottság (CEN) munkáját, tehát honosítania kell a nemzetközi szabványokat.
A nemzetközi szabványok gyors változása szinte követhetetlen. Ezért egyre több a csak angol nyelven elérhető szabvány a Testület boltjában, más szabványokat pedig helyettesítő megjelölése nélkül törölnek. Az MSz 80000 Mennyiségek és mértékegységek például csak angolul vásárolható meg.

### A szabványok jelölése
Betű- és számjel: a szabványrövidítés, ennek a sorszáma, ezen belül a lap száma, végül a kiadási év száma. A példákban a nemlétező 0 sorszámú szabvány szerepel.
- A második világháború előtt MOSZ (Magyar Országos Szabvány) rövidítés. A szabványokat a Magyar Szabványügyi Intézet adta ki, amelynek felügyelő szerve a M.Kir. Iparügyi Minisztérium volt.[3]
- 1957 előtt MNOSZ 0/2-1954 (Magyar Népköztársasági Országos Szabvány)
- Néhány évtizedig kiegészítő jelöléssel: MSZ KGST 0/3-1975 (Kölcsönös Gazdasági Segítség Tanácsa)
- Műszaki Előírás: ME 0/2-1980
- Műszaki Irányelv: MI 0/4-1986

- Ágazati szabványok jele (például építésügyi) MSZ-04-0-140-2:1991 (01 Belkereskedelmi, 02 Belügyminisztérium TOP, 03 Egészségügyi, 04 Építésügyi, 07 Közlekedési és Postaügyi, 08 Mezőgazdasági és Élelmezésügyi, 09 Ipari Minisztérium, 10 Környezetvédelmi és vízgazdálkozási, 14 Bányahatósági). A Magyar Népköztársaság minisztériumai 1974. és 1980. évi listáján található minisztériumok, valamint az országos hatáskörű intézmények kaptak jogot ágazati szabvány kibocsátására, de ezzel a lehetőséggel leginkább az Építésügyi Minisztérium, valamint a Mezőgazdasági és Élelmezésügyi Minisztérium élt. Az építésügyi szabványok és a BM TOP által kibocsátott tűzvédelmi szabványok némelyike máig érvényben van.

- Jelenleg MSZ 0/2-1999 (Magyar Szabvány)

- A Nemzetközi Szabványügyi Szervezet kiadványainak megfelelő szabványok jele MSZ ISO 0/8:2008

- Az Európai Szabványügyi Szervezettel összehangolt szabványok jele MSZ EN 0/2:2005

- A Nemzetközi Elektrotechnikai Bizottsággal összehangolt szabványok: MSZ IEC 0/3:2001 (Az IEC és az ISO nem kötőjellel, hanem kettősponttal jelzi a kiadás évszámát)

### A szabványok típusai és alkalmazásuk
A szabványosítás a felhasználó és a fogyasztó érdekében végzett szabályozó, egységesítő tevékenység. A szabványosítás célja a rendszeresen ismétlődő műszaki, gazdasági feladatokra egységes és következetes megoldási módok alkalmazása.
A jogszabály kimondhatja, hogy egy szabvány alkalmazása jogilag kötelező vagy csak ajánlott.
A szabványosításban olyan fogalmak ismertek, mint a szabványosítás tárgya, szabványtípusok. A szabványosítás elősegíti a műszaki fejlődést. A szabványosítással hazánkban a Magyar Szabványügyi Testület van megbízva. A katonai szabványosítás a szabványosítás egyik speciális része.
A szabványosítás rendeltetését viszonylag jól fejezte ki a keletnémet állam szabványainak elnevezése: Technische Güte- und Lieferbedingungen (TGL), azaz: Műszaki Termék- és Szállítási Előírások.

### A szabványosítás tárgya
- termékre, terményekre, létesítményekre, berendezésekre vonatkozó műszaki követelmények, méret- és minőségválaszték, vizsgálati módszerek, mintavétel, minősítési feltételek, megnevezés, megjelölés, az árukezelés és megóvás módja;
- az élet-, az egészség-, a testi épség és az emberi környezet, illetve munkahely-, valamint a vagyonvédelem érdekében termékekre, létesítményekre vonatkozó műszaki követelmények vizsgálatok;
- műszaki és gazdasági tevékenység körében használt fogalmak és meghatározások, ezek jelölése, ábrázolás- és írásmódok, műszaki mérési és számítási módok;
- dokumentációs és más rendszerező módszerek, ügyviteli nyomtatványok és eszközök;
- a szolgáltatásokra vonatkozó műszaki követelmények, vizsgálatok, minősítési feltételek és meghatározások.

### A szabványosítás előnyei
A szabványosítás elősegíti a termelés korszerűsítését, a szolgáltatások színvonalának javítását az általános, ismételten alkalmazható eljárások, műszaki megoldások kibocsátásával, a nemzetközi szabványosítás tevékenységében a nemzetgazdasági igények érvényesítését, a kereskedelem műszaki akadályainak elhárítását, műszaki fejlesztés eredményeinek széles körű bevezetését, az élet, az egészség, a környezet, a vagyon, a fogyasztói érdekek védelmét és biztonságát, a megfelelőség tanúsítás követelményrendszerének kialakítását.
A szabványok lehetnek nemzeti, regionális, nemzetközi, továbbá gyári illetve katonai szabványok is.

## Nemzetközi szabványosítás
A világ legtöbb országára jellemző a hazai, viszonylag centralizált berendezkedés. A hierarchia tetején áll a Nemzetközi Szabványügyi Szervezet, ehhez képest alárendelt hatáskörük van az egyéb nemzetközi szabványügyi szervezetek, mint a CEN, amelynek hatásköre csak az Európai Unióra terjed ki. Ugyanezen a szinten állnak azok a nemzetközi intézmények, amelyek szakterületek mentén szerveződnek. Ilyen például a Nemzetközi Elektrotechnikai Bizottság (IEC). Hazánk és más környező országok is ezen szervezetek által kibocsátott szabványokat építik be az országos (nemzeti) gyakorlatba.
Eltér ettől az Egyesült Államok szabványosítási rendszere. Ott először is beolvasztották az Országos Szabványügyi Irodát (National Bureau of Standards)(amelynek Bay Zoltán főmunkatársa volt 1955–1972 között) az Országos Műszaki és Szabványügyi Intézetbe (National Institute of Standards and Technology). Másrészt, decentralizálták a szabványkibocsátás rendszerét, létrehozva a kereskedelmi környezettől függő, mégis hatósági funkciót betöltő szervezeteket, amelyek saját szabványokat adnak ki, le is gyártják, és forgalomba is hozzák a munkájukhoz tartozó eszközöket, például a mérőműszereket. Ilyen például az ASTM (American Society for Testing and Materials). Hasonló helyzetben van az ANSI (American National Standards Institute), amely a NIST-nél alacsonyabb hatáskörrel rendelkezik.
Az Egyesült Államok törvénykezése az ország számára elsődleges törekvésnek nyilvánítja a szabványosítást

### További nemzetközi szabványügyi szervezetek
Ezek az intézmények a saját szakterületükre vonatkozóan világszerte érvényes szabványkibocsátási joggal rendelkeznek
- IEEE Institute of Electrical and Electronics Engineers – Elektrotechnikai és Elektronikai Mérnökök Intézete[17]
- ITU International Telecommunication Union – Nemzetközi Távközlési Unió[18]
- SMPTE Society of Motion Picture and Television Engineers – Mozgókép és Televíziós Mérnökök Társulata[19]
- EBU European Broadcasting Union – Európai Műsorsugárzók Uniója[20]
- CIE Commission Internationale de l'Éclairage – Nemzetközi Világítástechnikai Bizottság[21]
- IUPAC International Union of Pure and Applied Chemistry – Elméleti és Alkalmazott Kémia Nemzetközi Uniója[22]
- Codex Alimentarius Élelmiszertörvény Bizottság (mint a WHO tagja)[23]
- ASNT The American Society for Nondestructive Testing – Roncsolásmentes Vizsgálatok Amerikai Társulata[24]
- ASABE American Society of Agricultural and Biological Engineers – Amerikai Mezőgazdasági és Biomérnökök Társulata[25]

### A szabványok nemzetközi osztályozása
A szabványlapokon korábban az ETO szerinti osztályozást tüntették fel. Jelenleg az ICS: International Classification for Standards rendszert használják. Ennek vázlatos felépítése számjegyek hármasával tagolt csoportja, pl. 00.000.00:
| 01 Általános előírások. Dokumentáció 03 Szociológia 07 Matematika. Természettudományok 11 Egészségügy 13 Környezet. Egészségvédelem 17 Metrológia. Fizikai jelenségek 19 Vizsgálatok 21 Általános rendeltetésű mechanikai egységek. Gépek 23 Általános rendeltetésű hidraulikus és pneumatikus egységek. 25 Gyártástechnika 27 Energetika és hőátvitel 29 Elektrotechnika 31 Elektronika 33 Távközlés 35 Információtechnológia 37 Képtechnológia 39 Finommechanika. Ékszeripar 43 Közúti járművek 45 Vasúti járművek 47 Hajóépítés 49 Repülőgépek és űrjárművek | 53 Anyagmozgató berendezések 55 Termékcsomagolás és elosztás 59 Textil- és bőripar 61 Ruhaipar 65 Mezőgazdaság 67 Élelmiszeripar 71 Vegyipar 73 Bányászat és ásványok 75 Kőolajipar 77 Kohászat 79 Faipar 81 Üveg- és kerámiaipar 83 Gumi és műanyagipar 85 Papíripar 87 Festék- és színezékipar 91 Építőanyagok és építés 93 Mélyépítés 95 Haditechnika 97 Háztartási és kereskedelmi berendezések. Sport 99 (nincs címe) |

- Példa: 71.040.30 Kémiai reagensek (angolul: 71.040.30 Chemical reagents. Including reference materials)

### A kifejezés értelmezése
Az angol nyelvben több értelmezésben azonos szót használnak
1. Standard – szabvány (műszaki előírás)
2. Standard – hitelesítő etalon (összehasonlító tárgy, például nagy pontossággal ismert viszkozitású folyadék)
3. Standard – szokványos érték, vagy eljárás (például extrakciós módszer kémiai összetétel meghatározása céljából)

Az amerikai szabványügyi törvény (National Technology Transfer and Advancement Act, NTTAA) a következő definíciót használja:
- Szabályok, feltételek, útmutatók; termékek, gyártási eljárások, azok felügyeleti rendszerének általános és ismétlődő alkalmazása
- Előírások, a felhasznált anyagok, eljárások, mértékek, anyagok, anyagi tulajdonságok, megjelenésük, a mennyiség és a minőség ellenőrzése, mintavételezési eljárások, folyamatok, szolgáltatások, tapasztalatok, illetve bármely méretbeli vagy igénybevételi tulajdonság megfogalmazása.

E törvény a következő osztályozást használja:
- Alapszabvány. Például fémek minősége, a csavarmenetek mérete, stb.
- Értelmezési szabvány. Terminológiai előírások, például a jobb nyelvi megértés szolgálatában
- Vizsgálati és mérési előírások.
- Termékszabványok
- Gyártási előírások
- Szolgáltatások és javítás
- Csatlakozási előírások, például számítástechnikai interfészek
- Adatok közreadása
- Nemzetközi szabványok: társult nemzetközi szervezetekkel történt megegyezésen alapuló előírások